# Alexander Tunzelman von Adlerflug
Alexander Tunzelman von Adlerflug eller Alexander Örnflykt, född 19 juni 1879 i Kiev, Kejsardömet Ryssland död 23 mars 1946 i Helsingfors, Finland, var en finsk officer (generallöjtnant).
Tunzelman von Adlerflug genomgick Finska kadettkåren från 1899 till 1902 och avancerade till regementskommendör i rysk tjänst. Under finska inbördeskriget tjänstgjorde han som stabschef och befälhavare vid Savolaxfronten. Därefter var han divisionskommendör. Tunzelman von Adlerflug tog avsked med generallöjtnants grad 1928.